# Speed Up
Speed Up S.r.l. — італійська компанія, що займається розробкою та виробництвом спортивних мотоциклів та комплектуючих до них. Також представлена у чемпіонаті світу з шосейно-кільцевих мотоперегонів MotoGP в класі Moto2.

## Історія

### Передісторія
Компанію «Speed Up» заснував Лука Боскоскуро — в минулому гонщик, сьогодні конструктор. Він дебютував в мотогонках у 1990 році і в 1995 році став чемпіоном Європи в класі 250сс на Aprilia.
З 1996 по 2001 роки він брав участь в чемпіонаті світу MotoGP, в 1996 вигравши IRTA Cup (чемпіонат світу у заліку приватних команд) в класі 250сс. Після завершення кар'єри професійного гонщика, Боскоскуро залишився у Великому мотоспорті, в 2002 ставши спортивним директором Gilera і Derbi. З 2006 по 2009 роки був менеджером команди «Gilera Team», у складі якої в 2008 році чемпіоном світу в класі 250cc став Марко Сімончеллі.

### Заснування команди
У 2010 році Лука Боскоскуро вирішив заснувати власну команду. Саме в цьому році на зміну класу 250сс був створений новий клас — Moto2, що викликало радикальні зміни у правилах — був здійснений перехід від 2-тактних двигунів об'ємом 250 см³ до 4-тактних об'ємом 600 см³. Команда «Speed Up» дебютує в чемпіонаті світу у класі Moto2 з мотоциклом S10, який фактично був спроектований інженерами Aprilia, але в останній момент керівник Piaggio Group Роберто Коланінно відмовився від участі команди у змаганнях серії Moto2. У першому ж сезоні гонщики команди здобувають 3 перемоги, 6 поулів та 9 подіумів. У цьому сезоні це єдина команда, обоє гонщиків якої піднялись на подіум у одній гонці.
У 2011 році команда почала співпрацю з FTR Moto, отримавши нову раму. Це негативно позначилось на результатах команди, що втілилось лише у 2 подіуми протягом усього сезону.
Після невдалого сезону «Speed Up» повернулась до шасі власної розробки, а співпраця з Еросом Браконі призвела до утворення команди «Speed Up Factory». Наслідком їхньої співпраці став мотоцикл моделі S12, на якому виступали гонщики команди у сезоні 2012 року.
Для сезону 2013 року був розроблений новий мотоцикл S13. Три команди використовували цей прототип: «NGM Mobile Forward Racing», «QMMF Racing Team» та «Argiñano & Ginés Racing». Мотоцикл не міг на рівні конкурувати з Suter та Kalex, тому найкращий результат на ньому продемонстрував Сімоне Корсі, який зайняв лише 11-е місце  у загальному заліку.
Для сезону 2014 року інженери компанії розробили новий прототип SF14. «Speed Up» самостійно узяла участь у чемпіонаті як окрема команда з гонщиком Семом Лоусом (чемпіоном світу серії Суперспорт попереднього сезону). Окрім того, мотоцикл SF14 використовувала команда «QMMF Racing Team». Ця модель виявилась більш вдалою за попередню: вже на першому Гран-Прі сезону у Катарі Лоус зміг піднятись на 6-е місце. В середині сезону, на дощовій гонці у Нідерландах ветеран мотогонок Ентоні Вест здобув на SF14 перемогу. Найкращим же результатом Лоуса стало 5 місце на Гран-Прі Австралії.
У сезоні 2015 співпраця «Speed Up» з Семом Лоусом продовжилась. Компанія також продовжила постачати свої мотоцикли команді «QMMF Racing Team». Сезон виявився успішнішим за попередні: Лоус здобув одну перемогу (на Гран-Прі Америк) та ще 4 рази піднімався на подіум, що дозволило йому зайняти у загальному заліку 4-е місце. В заліку виробників «Speed Up» закінчила сезон на другому місці, поступившись лише «Kalex».
На наступний сезон Лоус, спокушений можливістю виступати у «королівському» класі, перебрався до команди «Federal Oil Gresini Moto2», а на його місце був запрошений досвідчений Сімоне Корсі. «Speed Up» також продовжила постачати свої мотоцикли «QMMF Racing Team».

### Статистика сезонів
| Сезон | Клас  | Назва команди   | Мотоцикл      | №  | Гонщик       | Гонки | Пер | Под | ПП | НК | ОГ  | МГ | Очки | Місце |
| ----- | ----- | --------------- | ------------- | -- | ------------ | ----- | --- | --- | -- | -- | --- | -- | ---- | ----- |
| 2014  | Moto2 | Speed Up        | Speed Up SF14 | 22 | Сем Лоус     | 18    | 0   | 0   | 0  | 0  | 69  | 13 | —    | —     |
| 2015  | Moto2 | Speed Up Racing | Speed Up SF15 | 22 | Сем Лоус     | 18    | 1   | 5   | 3  | 1  | 186 | 4  | —    | —     |
| 2016  | Moto2 | Speed Up Racing | Speed Up SF16 | 3  | Сімоне Корсі |       |     |     |    |    |     |    | —    | —     |